# Veículo de lançamento leve
Um veículo de lançamento de pequena carga é um veículo de lançamento orbital de foguete capaz de levantar até 2.000 kg (4.400 lb) de carga útil em órbita terrestre baixa (LEO). A próxima categoria maior consiste em veículos de lançamento de médio porte.  Um Veículo de lançamento leve é menos potente que os MLVs e veículos pesados de lançamento.

## Galeria

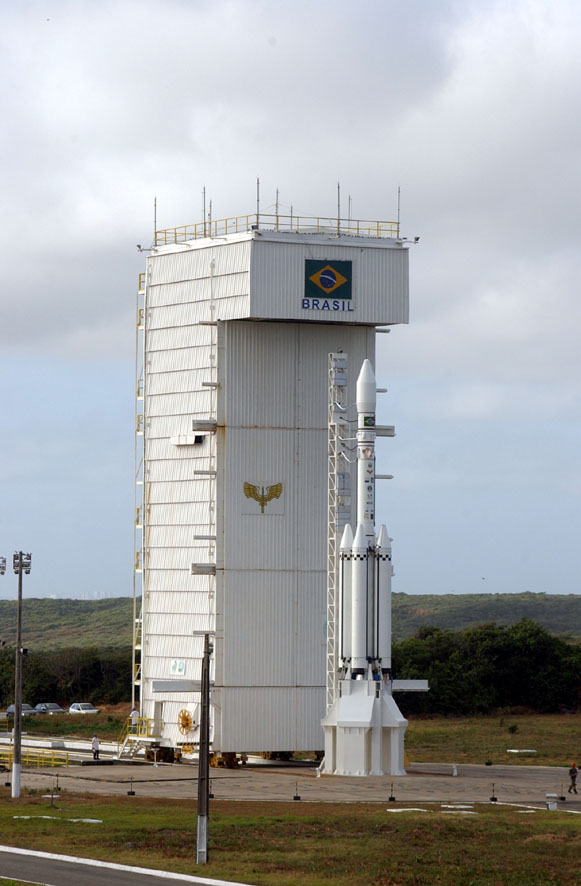
O VLS-1 V1 em sua plataforma móvel de lançamento no Centro de Lançamento de Alcântara
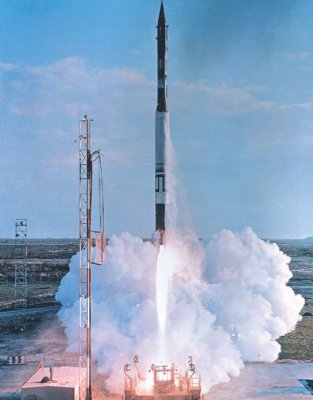
Lançamento de um foguete Vanguard
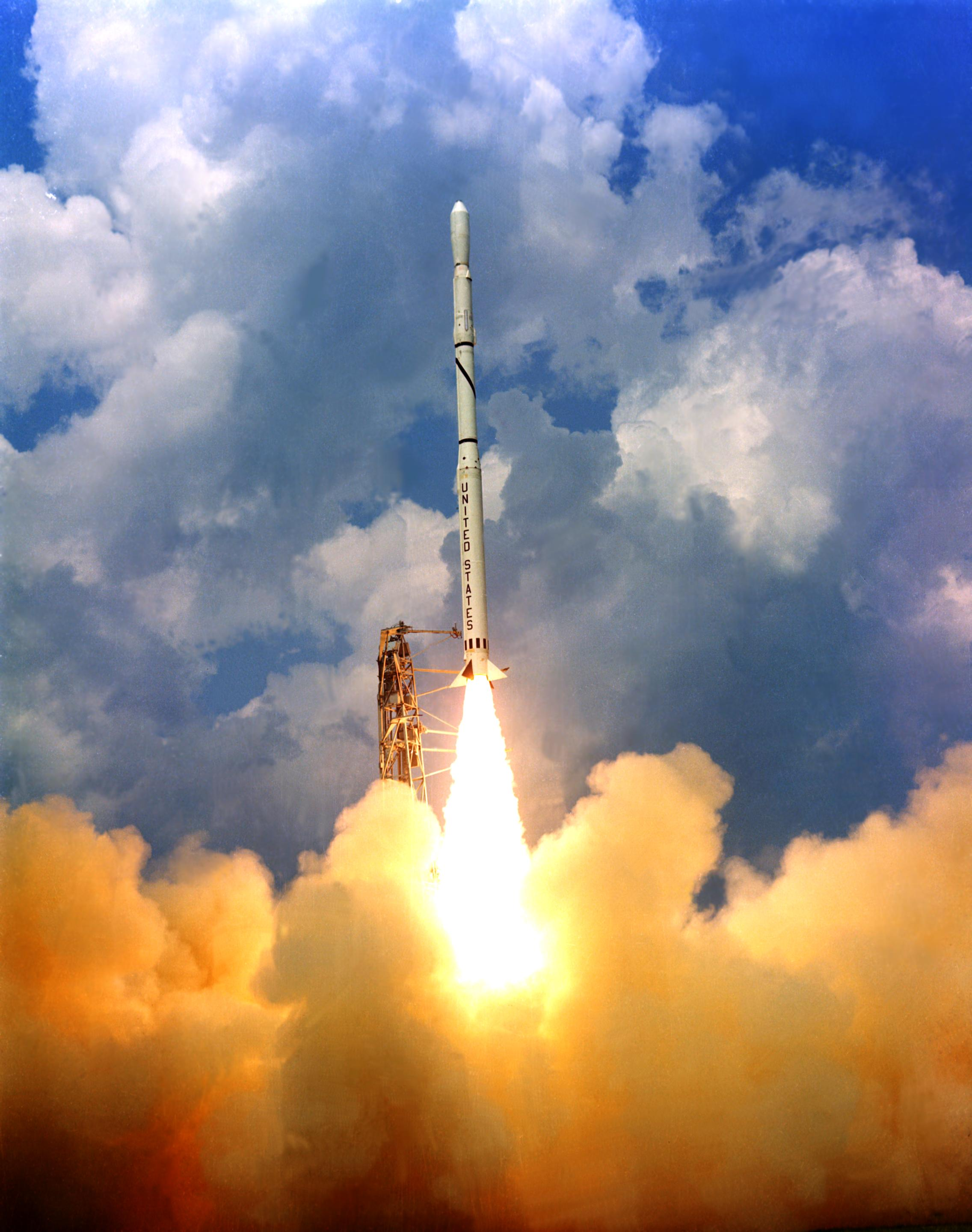
Lançamento de foguete Scout, (NASA)